# Vizcondado de Almocadén
El vizcondado de Almocadén es un título nobiliario español creado por el rey Alfonso XIII en favor de Manuel de Domecq y Núñez de Villavicencio, hijo de la I marquesa de Domecq d'Usquain y hermano del I marqués de Casa Domecq, mediante real decreto del 1 de marzo de 1926 y despacho expedido el 21 de junio del mismo año.
Su nombre se refiere al pago de Almocadén, situado en el municipio andaluz de Jerez de la Frontera, en la provincia de Cádiz.

## Vizcondes de Almocadén
|                           | Titular                                   | Periodo                   |
| Creación por Alfonso XIII | Creación por Alfonso XIII                 | Creación por Alfonso XIII |
| ------------------------- | ----------------------------------------- | ------------------------- |
| I                         | Manuel de Domecq y Núñez de Villavicencio | 1926-¿?                   |
| II                        | Pedro de Domecq y González                | 1983-1983                 |
| III                       | Pedro de Domecq y Zurita                  | 1984-2002                 |
| IV                        | Manuel Alfonso de Domecq y Zurita         | 2002-2011                 |
| V                         | María de las Mercedes de Domecq y Zurita  | 2011-2013                 |
| VI                        | Sofía Bolín y Domecq                      | 2013-hoy                  |

## Historia de los vizcondes de Almocadén
- Manuel de Domecq y Núñez de Villavicencio, I Vizconde de Almocadén, caballero de la Orden de Calatrava, Gran Cruz de San Gregorio Magno.[1][2]

Casó el 1 de enero de 1902, en Jerez de la Frontera, con María de las Mercedes González Gordon, hija de Pedro Nolasco González y Soto, I marqués de Torresoto de Briviesca, de las bodegas González Byass. El 27 de enero de 1983 le sucedió, previa rehabilitación del 10 de abril de 1981 (BOE del 14 de julio), su hijo:
- Pedro Francisco de Domecq y González (Jerez de la Frontera, 4 de octubre de 1902-23 de febrero de 1983), II vizconde de Almocadén, caballero de la Orden de Calatrava, fundador de Domecq México.[6][1]

Casó en 1929 con Blanca Zurita y de los Ríos. El 27 de enero de 1984, previa orden del 26 de diciembre de 1983 (BOE del 28 de enero siguiente), le sucedió su hijo:
- Pedro de Domecq y Zurita, III vizconde de Almocadén.[5]

El 29 de mayo de 2002, previa orden del 12 de abril para que se expida la correspondiente carta de sucesión (BOE del 9 de mayo), le sucedió su hermano:
- Manuel Alfonso de Domecq Zurita y González (m. Jerez de la Frontera, 12 de febrero de 2021[9]), IV vizconde de Almocadén, caballero de la Orden del Santo Sepulcro y del Cuerpo de la Nobleza de Asturias, infanzón de Illsecas.[10]

Casó el 24 de octubre de 1971, en Sevilla, con Carmen López de Solé y Martín de Vargas, Dama de Justicia de la Orden Constantiniana de San Jorge y Dama del Cuerpo de la Nobleza de Asturias. El 19 de enero de 2011, previa orden del 26 de julio de 2010 para que se expida la correspondiente carta de sucesión (BOE del 11 de agosto), le sucedió, por ejecución de sentencia de acuerdo con la ley de reforma de la sucesión de 2006, su hermana:
- María de las Mercedes de Domecq y Zurita (1931-Madrid, 12 de noviembre de 2017), V vizcondesa de Almocadén.[5]

Casó en abril de 1956, en Jerez de la Frontera, con Fernando Bolín Saavedra (1930-2007), regatista y dirigente deportivo.[cita requerida] El 5 de julio de 2013, previa orden del 26 de abril para que se expida la correspondiente carta de sucesión (BOE del 15 de mayo), le sucedió, por cesión, su hija:
- Sofía Bolín y Domecq, VI vizcondesa de Almocadén.[5]